# Вандјузер (Мисури)
Вандјузер (енгл. Vanduser) град је у америчкој савезној држави Мисури.

## Демографија
По попису из 2010. године број становника је 267, што је 50 (23,0%) становника више него 2000. године.
| Група             | 2000.       | 2010.       |
| Белци             | 214 (98,6%) | 243 (91,0%) |
| Афроамериканци    | 1 (0,5%)    | 8 (3,0%)    |
| Азијати           | 0 (0,0%)    | 0 (0,0%)    |
| Хиспаноамериканци | 2 (0,9%)    | 9 (3,4%)    |
| Укупно            | 217         | 267         |